# Spartacus (roman)
Pour les articles homonymes, voir Spartacus (roman de Howard Fast) et Spartacus (homonymie).

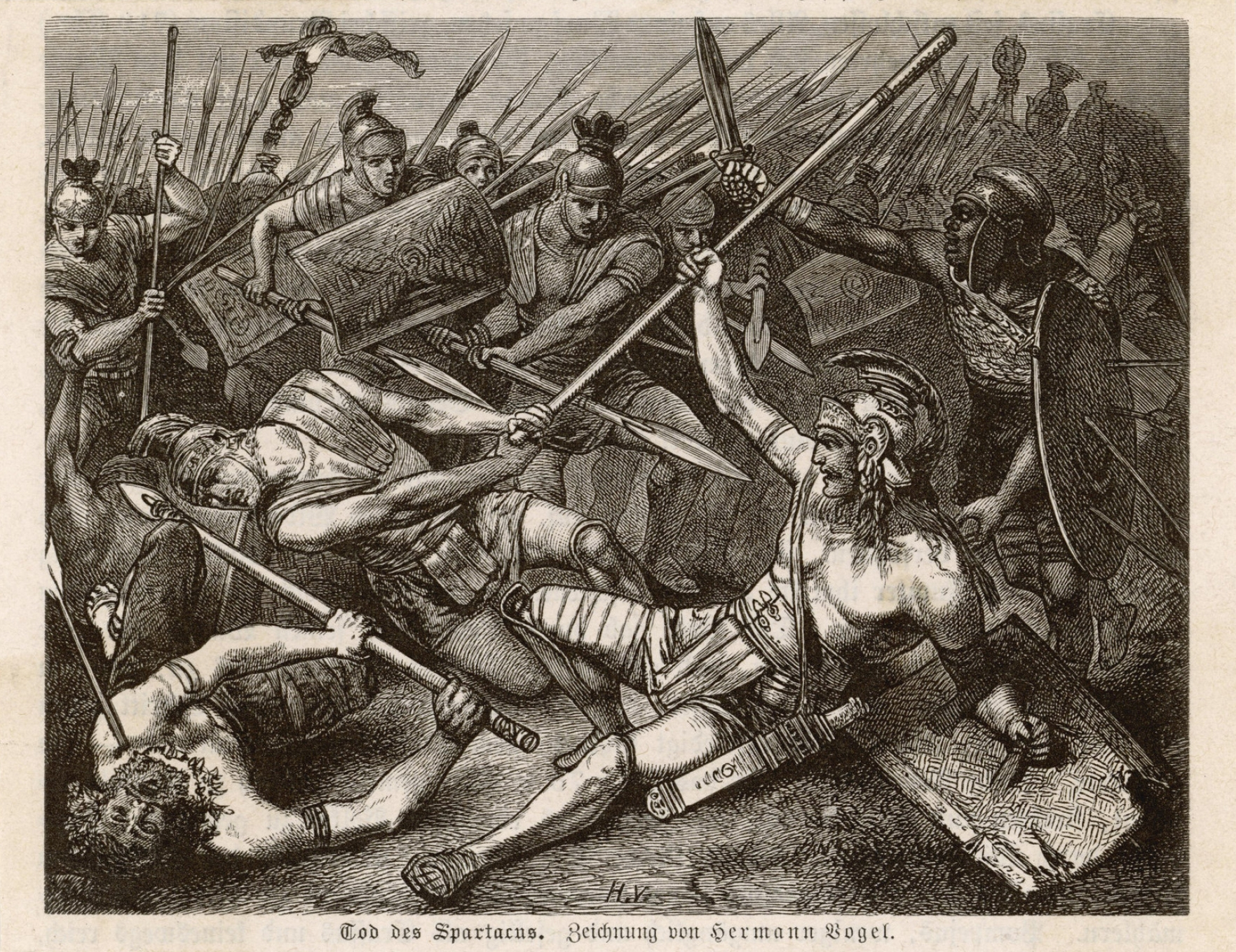
La Mort de Spartacus par Hermann Vogel.

Spartacus (italien : Spartaco) est un roman historique de l'auteur italien Raffaello Giovagnoli, écrit en 1874, et traduit en de nombreuses langues. Il doit son titre au héros du roman, le gladiateur Spartacus, personnage historique ayant été à la tête d'une révolte des esclaves dans la Rome antique, en 74-71 av. J.-C. (révolte de Spartacus).

## Sujet
Rome, en 78 av. J.-C., le dictateur à la retraite Sylla organise de grandioses combats de gladiateurs au Circus Maximus. Le courage du gladiateur Spartacus attire l'attention de tous. Le Thrace vainc sept Samnites un par un. À la demande de la matrone Valeria Messala, Sylla accorde la liberté à Spartacus. Spartacus organise une conspiration de gladiateurs, avec l'intention de provoquer un soulèvement général et d'écraser la domination de Rome. Le rudiarius entre dans une relation secrète avec Valeria qui est la femme de Sylla, et devient l'entraîneur de l'école personnelle de gladiateurs de Sylla dans sa villa de Cumes. Une courtisane grecque, Eutibide, amoureuse de Spartacus, apprend sa relation avec Valeria et, par vengeance, décide de trahir les amants à Sylla, mais à ce moment, le dictateur meurt. La conspiration des gladiateurs s'étend et Spartacus, sacrifiant son amour, quitte Valeria et déménage à Capoue, où il devient entraîneur à l'école de Lentulus Batiatus.
Ivre, l'acteur Metrobius surprend la conversation des gladiateurs et s'empresse de parler du danger pour César. Le patricien rencontre Spartacus, essayant de le convaincre d'abandonner son plan infructueux et de se tenir sous la bannière de César. Cependant, le noble rudiarius refuse et se précipite à Capoue. Les messagers du Sénat parviennent à avertir les autorités de la ville et l'émeute des gladiateurs échoue. Spartacus perce avec un petit groupe de camarades et se rend au Vésuve. Le tribun Servilianus se précipite pour prendre d'assaut sa position, mais Spartacus parvient à vaincre les Romains. Esclaves et gladiateurs affluent vers lui. Clodius Glaber s'est approché de Rome pour bloquer Spartacus. Il est impossible de percer par la force, mais selon le plan audacieux de leur chef, les gladiateurs descendent par une échelle tressée jusqu'au fond de l'abîme, vont à l'arrière des troupes de Glaber et l'écrasent. Puis Spartacus défait les troupes du préteur Publius Varinius, puis l'armée de Gnaeus Aufidius Orestes dans plusieurs batailles. Spartacus rejette l'amour d'Eutibide qui, furieuse, décide de le faire tuer.

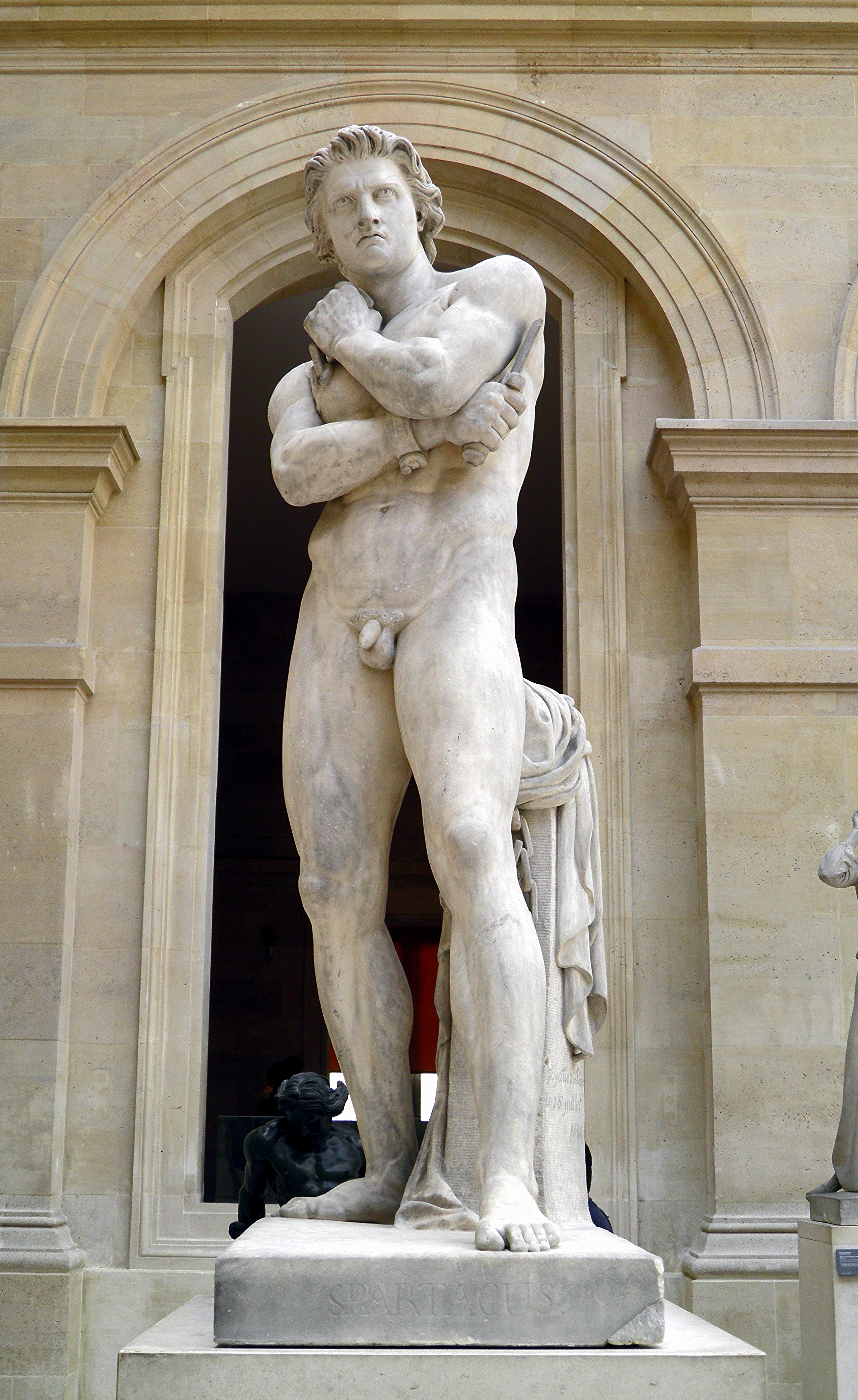
Spartacus (1830), statue de marbre de Denis Foyatier au Louvre.

Spartacus se résout d'inviter le patricien Catilina à diriger la rébellion, pour élargir la portée du soulèvement. Cependant, l'éclaireur d'Eutibide tue l'émissaire de Spartacus. Le deuxième émissaire ne parvient pas à convaincre le patricien. Spartacus décide de se rendre dans les Alpes, les troupes des consuls  Gellius Publicola et  Lentulus Clodianus sortent à sa rencontre. Eutibide persuade le Germain Œnomaüs (qui est amoureux d'elle) de quitter l'armée de Spartacus et un détachement de dix mille Germains est anéanti par l'armée de Gellius. Spartacus bat Gellius et Lentulus, puis le préteur Cassius. Le chemin vers la Gaule est libre, mais les gladiateurs refusent de quitter l'Italie et exigent d'être conduits à Rome. Spartacus doit obéir.
Autorisé à vaincre l'armée de gladiateurs, le nouveau préteur de  Sicile, Marcus Crassus, rassemble une énorme armée. Grâce à la trahison d'Eutibide, Crassus détruit le corps de trente mille hommes de Crixus. Il y a plusieurs batailles féroces entre Crassus et Spartacus. Spartacus se retire à Temes pour passer en Sicile, mais les pirates ciliciens le trahissent et retirent leurs navires. La courtisane grecque Eutibide, qui prévoyait de trouver une brèche dans les murs de Temes puis de capturer la sœur de Spartacus, Mirtsa, devient victime de ses lâches partisans.
L'armée de Pompée arrive en Italie en 71 av. J.-C., et les légions de Lucullus débarquent à Brindisi. Pris dans une situation désespérée, Spartacus refuse l'offre de Crassus de se rendre et entre avec lui dans une bataille générale. L'avantage numérique des Romains est inexorable, les gladiateurs sont complètement vaincus, Spartacus et ses commandants meurent au combat. Dans l'épilogue, Valeria sanglote sur l'urne contenant les cendres de Spartacus, tandis que la fille de Spartacus et Valeria est présente.

## Erreurs historiques
Selon l'historien soviétique de l'antiquité, Sergueï Outchenko, dans la préface de l'édition en russe de Spartacus, il existe de nombreuses inexactitudes dans ce roman, même si le thème général est respecté. L'historien estime que l'auteur doit user de son droit à la fiction avec modération et tact, et aussi bien connaître la matière historique qu'il prend comme base de son travail, « s'habituer » à l'époque qu'il dépeint, comprendre son originalité, en saisir la saveur. Parallèlement à des succès incontestables, il y a selon Outchenko dans le roman de Giovagnoli des endroits qui indiquent que le désir de l'auteur d'effets purement littéraires prime sur l'exactitude historique. Quelques-uns des exemples les plus typiques de ces inexactitudes sont les suivants :
- Premièrement, Giovagnoli exagère clairement la conscience politique des esclaves et, par conséquent, les objectifs de leur mouvement : les esclaves de cette époque ne s'opposaient pas et ne pouvaient pas s'opposer au système esclavagiste, à l'esclavage en tant que tel ; ils ne cherchaient qu'une libération personnelle et ne proposaient pas d'objectifs plus larges. Dans le roman de Giovagnoli, les esclaves, et surtout Spartacus lui-même, expriment de telles pensées sur l'esclavage que Giovagnoli aurait bien pu imaginer, mais pas un esclave romain au Ier siècle av. J.-C. Ces réflexions sur l'esclavage sont déjà inspirées par une situation complètement différente - elles sont nées et se sont généralisées à l'époque des révolutions bourgeoises.
- Les liens de Spartacus avec Jules César et Catilina sont présentés de manière invraisemblable. De telles relations et réunions à cette époque étaient généralement impensables, mais il est tout à fait incroyable que Catilina et César aient prétendument « sympathisé » avec le complot des esclaves, et César a même averti Spartacus de la divulgation du complot. Tout cela est non seulement absolument improbable, mais contredit également les données historiques. Ainsi, par exemple, les historiens savent bien que quelques années plus tard, lorsque Catilina s'opposa au gouvernement romain et rassembla une armée pour combattre Rome, des esclaves commencèrent à se précipiter vers lui, mais il considéra qu'il était au-dessous de sa dignité de se tourner vers leur aide et a catégoriquement refusé de les accepter dans l'armée.

- Loin d'être indiscutable est l'explication du désaccord entre Spartacus et ses plus proches associés, Crixus et Œnomaüs, la trahison d'Eutibide et une histoire d'amour. La raison du désaccord entre les esclaves rebelles reste en réalité inconnue. Les historiens ont exprimé diverses hypothèses à ce sujet, mais la question reste non résolue à ce jour. Mais quelles que soient les raisons des désaccords dans l'armée de Spartacus, ils sont certainement plus graves et plus profonds que ce que Giovagnoli dépeint dans son roman.

- La liaison de Spartacus et Valeria Messala (épouse puis veuve de Sylla) qui traverse tout le roman est entièrement fictive. Cette histoire a été introduite par Giovagnoli (ainsi que l'histoire avec Eutibide) pour donner un aspect romanesque à son récit.

- Du point de vue de l'histoire militaire au roman beaucoup de questions sont soulevées. Le niveau incroyablement élevé d'entraînement, d'organisation et d'armement des troupes de Spartacus, en particulier à la fin du soulèvement, ainsi que ses effectifs clairement exagérés, sont frappants. En plus de victoires réelles confirmées par les sources historiques, Giovagnoli en a inventé d'autres.

## Influence
Ce roman a hautement inspiré Garibaldi et il exprime le souhait dans une lettre à Giovagnoli que les Italiens conservent la mémoire de leurs héros « sur une terre où il n'y aura ni gladiateurs, ni seigneur ».
Le roman de Giovagnoli, traduit en russe dès le début des années 1880, connaît une immense popularité dès les années 1920 en Russie soviétique puis dans toute l'URSS et dans les pays du bloc communiste. De plus dès 1935, le club de football de Moscou (fondé en 1922) choisit ce nom  (Spartacus en russe se dit Spartak) et d'autres suivent.

## Adaptations
- Spartaco — court métrage muet italien sorti en 1909.
- Spartaco — film muet italien sorti en 1913.
- Spartacus — film muet soviétique sorti en 1926.
- Spartacus — ballet de Khatchatourian dont la première a eu lieu en 1956.